# Химна Украјине
Још је жива Украјина (укр. Ще не вмерла Україна) је химна Украјине.
Аудио-запис: Химна Украјине у изведби хора „Верјовка”ⓘ

## Историја
Стварање Украјинске химне почиње у јесен 1862, када је на забави код Павле Чубинског, украјинског етнографа, фолклориста и песника, српски студенти, који су студирали у Кијеву на универзитету, певала патриотску песму о краљу Душану и кде су речи «срб се бије и крв лије за своју слободу…». Чубинском веома свидела песма, а он је изненада отишао у другу собу, а пола сата касније је изашао са готовом текстом песме «Ще не вмерла Україна» (Још је жива Украјина), која тада певао на српски мотив.

## Стихови
-{Ще не вмерла України і слава, і воля,
Ще нам, браття молодії, усміхнеться доля.
Згинуть наші воріженьки, як роса на сонці,
Запануєм і ми, браття, у своїй сторонці.
Рефрен:
Душу, тіло ми положим за нашу свободу.
I покажем, що ми, браття, козацького роду.}-

## Препев 1
Још (су) живе Украјини Слава и Слобода,
Још ће браћо Украјинци Срећа дати плода.
Враг ће проћи као роса када сунце сине.
Господари ми смо браћо своје домовине!
Рефрен:
Душу и тело полажемо за нашу слободу,
Јер ми браћо припадамо козацкоме роду.
Препев: Бранко Симоновић

## Препев 2
Још је жива Украјине и слобода, и слава,
Још ће се, браћо млада, осмехнути судбина.
Изгинуће наши непријатељи, као роса на сунцу,
Владаћемо и ми, браћо, у својој домовини.
Рефрен:
Положимо душу и тело за нашу слободу,
И покажимо да смо браћа козачкога рода.

## Стихови (пре-2003)
-{Ще не вмерла Україна, ні слава, ні воля,
Ще нам, браття-українці, усміхнеться доля.
Згинуть наші воріженьки, як роса на сонці,
Заживемо і ми, браття, у своїй сторонці.
Рефрен
Душу й тіло ми положим за нашу свободу
I покажем, що ми, браття, козацького роду.
Станем браття, всі за волю, від Сяну до Дону
В ріднім краю панувати не дамо ні кому.
Чорне море ще всміхнеться, дід Дніпро зрадіє,
Ще на нашій Україні доленька наспіє.
Рефрен
А завзяття, праця щира свого ще докаже,
Ще ся волі в Україні піснь гучна розляже.
За Карпати відіб'ється, згомонить степами,
України слава стане поміж народами.
Рефрен}-